# Владимир Тинтор
Владимир Тинтор (Нови Сад, 18. јул 1978) српски је глумац који живи и ради у Хрватској.

## Биографија
Рођен је 18. јула 1978. у Новом Саду, где завршио основну и средњу школу. 1996. године уписује Академију уметности у Новом Саду. Током студирања учествује у бројним дебитантским филмским пројектима, а отпочиње и сарадњу са позориштима у Сомбору, Новом Саду и Зрењанину.
2003. године добија и прву филмску улогу-улогу Петра у филму "Журка", редитеља Александра Давића и тада га примећује једна ТВ продукција, која му нуди учешће у дечјем програму "Фазони и форе".
2001. године добија награду за главну мушку улогу на Сусретима професионалних позоришта Војводине.
До сад је играо у преко 20 представа.
После успешно одигране улоге Фрања Баришића у хрватској серији Забрањена љубав, преселио се у Загреб, где данас активно глуми.

## Приватни живот
Владимир Тинтор се 2008. године јавно декларисао као хомосексуалац.

## Одабране позоришне улоге
- Мајкл, у представи „Момци из бенда“ Марта Кроулија у режији Оливере Ђорђевић (Позориште младих, Нови Сад);
- Свети Јован у представи „Салома“;
- Креонт у представи „Антигона“;
- наредник Хендерсон у представи „Бомбардовали смо Њу Хевен“ Џозефа Хелера у режији Оливере Ђорђевић (Позориште младих, Нови Сад);
- Касио у представи „Отело“;
- Адолф Хитлер у представи „Пацијент доктора Фројда“ Мира Гаврана у режији Оливере Ђорђевић (трупа „Арго“, Сомбор);
- Душан Малогајски у представи „Раванград“ Ђорђа Лебовића у режији Дејана Мијача (Српско народно позориште, Нови Сад);
- Гери у представи „Иза кулиса“ Мајкла Фрејна у режији Оливере Ђорђевић (Народно позориште „Тоша Јовановић“, Зрењанин);
- Коста у представи „Четврта сестра“ Јануша Гловацког у режији Радослава Миленковића (Народно позориште „Тоша Јовановић“, Зрењанин);
- Себастијан у представи „Богојављенска ноћ“ Вилијама Шекспира у режији Радослава Златана Дорића (Народно позориште „Тоша Јовановић“, Зрењанин);
- Манус у представи „Свети ђаво Распућин“;
- Ричи Волтерс у представи "Chorus Line";
- Клитандар у представи „Учене жене“;
- Тренк у представи „Ружа на асфалту“;
- Маро у представи „Дундо Мароје“ Марина Држића.....

## Телевизијске улоге
- Кумови као Аљоша Готовац (2022—2024)
- Фазони и Форе 2 као водитељ Вести из несвести
- као Фрањо Баришић (2006—2008)
- Понос Раткајевих као Мачко (2008)
- Закон љубави као Андреј (2008)

## Улоге на филму
- 2004-Журка као Петар
- 2005-Либеро као Пеша